# 김창원 (축구인)
김창원(한국 한자: 金昌源, 1971년 6월 22일 ~ )은 대한민국의 전 축구 선수이며, 포지션은 수비수였다.